# Wattisham
 (juillet 2018).
Si vous disposez d'ouvrages ou d'articles de référence ou si vous connaissez des sites web de qualité traitant du thème abordé ici, merci de compléter l'article en donnant les références utiles à sa vérifiabilité et en les liant à la section « Notes et références ».
Wattisham est une paroisse civile d'Angleterre, au Royaume-Uni, située dans le district de Babergh, comté du Suffolk.

## Géographie
La localité est située à environ 8 km de la ville de Stowmarket. Londres se trouve à une centaine de kilomètres, au sud-ouest.
Au recensement de 2005, la population se monte à 110 habitants,.

## Histoire
Le village compte deux propriétaires référencés dans le Domesday Book en 1086 : Richard, fils du comte Gilbert et Eudo, fils de Spirewic.

### Lieux et monuments
L'église paroissiale Saint-Nicolas a été désaffectée par le diocèse de St Edmundsbury et Ipswich dans les années 1970 mais a été reprise par une œuvre caritative qui l'utilise pour des concerts et des expositions. Les bénéfices sont investis dans l'entretien du bâtiment. L'architecte diocésain Henry Munro Cautley (1875-1959), dans l'ouvrage Suffolk Churches and their Treasures de 1937, a trouvé l'édifice de peu d'intérêt, à l'exception d'un bouclier armorial.
Au nord du village se trouve le château de Wattisham, datant des XVIIIe et XIXe siècles.

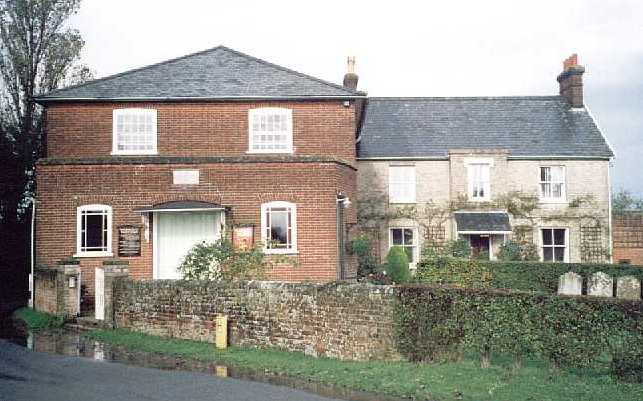
La chapelle baptiste.

Le village abrite une chapelle baptiste.

## Aérodrome de Wattisham
Le village abrite l'aérodrome Wattisham Aifield (en), anciennement appelé RAF Wattisham (en). C'était l'un des aérodromes de première ligne de la guerre froide. La RAF a déménagé en mars 1993.
C'est pourtant le plus grand aérodrome de l'Army Air Corps.